# Lijst van NPO Radio 2 TopSongs in 2018
Deze hits waren in 2018 NPO Radio 2 TopSong op NPO Radio 2:
| Nr. | Datum        | Artiest                                                     | Titel                                                       |
| --- | ------------ | ----------------------------------------------------------- | ----------------------------------------------------------- |
| 178 | 1 januari    | Blaudzun                                                    | Hey Now                                                     |
| 179 | 5 januari    | Wulf                                                        | All Things Under the Sun                                    |
| 180 | 12 januari   | Bruno Mars                                                  | Finesse                                                     |
| 181 | 19 januari   | Blackbird                                                   | Lost in the Middle                                          |
| 182 | 26 januari   | Handsome Poets                                              | Make It Better                                              |
| 183 | 2 februari   | Beth Hart & Joe Bonamassa                                   | Why Don't You Do Right                                      |
| 184 | 9 februari   | Armin van Buuren featuring Conrad Sewell                    | Sex, Love and Water                                         |
| 185 | 16 februari  | Isaac Gracie                                                | Terrified                                                   |
| 186 | 23 februari  | Mell & Vintage Future                                       | Central Station                                             |
| 187 | 2 maart      | Waylon                                                      | Outlaw in 'Em                                               |
| 188 | 9 maart      | Jett Rebel                                                  | Amy                                                         |
| 189 | 16 maart     | Ilse DeLange                                                | Ok                                                          |
| 190 | 23 maart     | Snow Patrol                                                 | Don't Give In                                               |
| 191 | 30 maart     | Eckhardt and the House                                      | If You Cannot Talk                                          |
| 192 | 6 april      | Duke Dumont featuring Ebenezer                              | Inhale                                                      |
| 193 | 13 april     | Novastar                                                    | Home is Not Home                                            |
| 194 | 20 april     | Calvin Harris & Dua Lipa                                    | One Kiss                                                    |
| 195 | 27 april     | Judy Blank                                                  | Mary Jane                                                   |
| 196 | 4 mei        | Kovacs                                                      | Black Spider                                                |
| 197 | 11 mei       | Jonathan Jeremiah                                           | Good Day                                                    |
| 198 | 18 mei       | Blackbird                                                   | The One                                                     |
| 199 | 25 mei       | Guus Meeuwis                                                | Je moet het voelen                                          |
| 200 | 1 juni       | Lenny Kravitz                                               | Low                                                         |
| 201 | 8 juni       | Tiësto & Dzeko featuring Preme & Post Malone                | Jackie Chan                                                 |
| 202 | 15 juni      | Michelle David & The Gospel Sessions                        | Nobody                                                      |
| 203 | 22 juni      | Paul McCartney                                              | Come On to Me                                               |
| 204 | 29 juni      | Miss Montreal                                               | Till the Sun Comes Up                                       |
| 205 | 6 juli       | Chaka Khan                                                  | Like Sugar                                                  |
| 206 | 13 juli      | Kovacs                                                      | It's the Weekend                                            |
| 207 | 20 juli      | Ilse DeLange                                                | Lay Your Weapons Down                                       |
| 208 | 27 juli      | Young Gun Silver Fox                                        | Kingston Boogie                                             |
| 209 | 3 augustus   | Diggy Dex                                                   | De zon op                                                   |
| 210 | 10 augustus  | Haevn                                                       | Mind Games                                                  |
| 211 | 17 augustus  | Calvin Harris & Sam Smith                                   | Promises                                                    |
| 212 | 24 augustus  | Novastar                                                    | Holly                                                       |
| 213 | 31 augustus  | Dan Owen                                                    | Hideaway                                                    |
| 214 | 7 september  | Anouk                                                       | Het is klaar                                                |
| 215 | 14 september | Rondé                                                       | Calling                                                     |
| 216 | 21 september | Hozier featuring Mavis Staples                              | Nina Cried Power                                            |
| 217 | 28 september | Ed Struijlaart                                              | Guitar                                                      |
| 218 | 5 oktober    | Douwe Bob                                                   | Shine                                                       |
| 219 | 12 oktober   | Nielson                                                     | IJskoud                                                     |
| 220 | 19 oktober   | The Marcus King Band                                        | Homesick                                                    |
| 221 | 26 oktober   | Gavin James                                                 | Glow                                                        |
| 222 | 2 november   | Davina Michelle                                             | Duurt te lang                                               |
| 223 | 9 november   | White Lies                                                  | Time to Give                                                |
| 224 | 16 november  | BLØF                                                        | Zachtjes zingen                                             |
| 225 | 23 november  | Suzan & Freek                                               | Als het avond is                                            |
| 226 | 30 november  | Los Unidades & Pharrell Williams featuring Jozzy            | E-Lo                                                        |
| 227 | 7 december   | Chef'Special                                                | Into the Future                                             |
| 228 | 14 december  | Tim Dawn                                                    | Walking on a Wire                                           |
| -   | 21 december  | Geen NPO Radio 2 TopSong in verband met de Radio 2 Top 2000 | Geen NPO Radio 2 TopSong in verband met de Radio 2 Top 2000 |
| -   | 28 december  | Geen NPO Radio 2 TopSong in verband met de Radio 2 Top 2000 | Geen NPO Radio 2 TopSong in verband met de Radio 2 Top 2000 |

2014 ·
2015 ·
2016 ·
2017 ·
2018 ·
2019 ·
2020 ·
2021 ·
2022 ·
2023 ·
2024 ·
2025